# Visiatome
Le Visiatome est un parc scientifique à vocation éducative situé à proximité du site nucléaire de Marcoule, dans le département du Gard et la région Occitanie. Il a ouvert ses portes en avril 2005 et a fermé définitivement ses portes en 2021.

## Historique
Le Visiatome ouvre en avril en 2005 à l'initiative du CEA dans le but d'informer les visiteurs sur l'énergie nucléaire et la science au sens général. L'accent est alors mis sur la radioactivité et la gestion des déchets nucléaires. Au cours de ses quinze années de vie, le parc accueille plus de 300 000 visiteurs. Forte de son succès, l'équipe du centre apporte son expertise à un centre similaire d'information sur l'énergie nucléaire à Pelindaba en Afrique du Sud. En 2020, le site ferme temporairement à cause de la crise du coronavirus qui rend les manipulations impossibles. L'espace étant jugé vieillissant et obsolète par la direction, il ferme définitivement ses portes à l'été 2021, malgré l'opposition des syndicats et d'élus locaux qui demandaient un remaniement du parc pour le remettre au goût du jour.

## Concept et visite
Dans une société où l’énergie et les sciences font débat, le Visiatome est un outil pédagogique au service de tous les publics. Entièrement consacré aux enjeux énergétiques, à la radioactivité et à l’énergie nucléaire, il constitue un espace de découverte unique en France et contribue à la diffusion d’une culture partagée des sciences.
Le Visiatome est tour à tour espace de connaissance pour tous, outil pédagogique pour les structures éducatives, terrain d’exploration pour les plus jeunes… et il se fait théâtre de réflexion par la place qu’il donne au débat entre grand public, scientifiques et acteurs du nucléaire.
Résolument contemporain, il propulse le visiteur dans un voyage interactif où films, simulations, expériences et jeux constituent le parcours captivant d’une aventure scientifique.
Sur 600m² d'exposition, construit sous forme de parcours, le Visiatome vise à répondre aux interrogations du public sur la question des déchets radioactifs et de leur devenir, en expliquant les solutions industrielles actuelles et les recherches en cours en France et à l’étranger.